# ويس ورامين
ويس ورامين هي قصة رومانسية فارسية كلاسيكية. ألَّف الملحمة الشعرية فخر الدين أسعد الجرجاني في القرن الحادي عشر. زعم الجرجاني أنها ذات أصل ساساني، ولكن يُعتقد الآن أنها ذات أصل فرثي، ربما من القرن الأول الميلادي. وقد قيل أيضًا أن حكاية الجرجاني تعكس التقاليد والعادات التي كانت سائدة في العصر الذي سبق عيشه مباشرة. لا يمكن استبعاد ذلك، حيث أن القصص التي يتم إعادة سردها من المصادر القديمة غالبًا ما تتضمن عناصر مستمدة من زمن رواةها.

## النطاق
إطار القصة هو المعارضة بين اثنين من البيوت الفرثية العظيمة، أحدهما في الغرب والآخر في الشرق. تنتمي غورغاني في الأصل إلى هيركانيا التي تعد واحدة من معاقل البارثيين. إن وجود هذه الممالك الصغيرة والخلفية الإقطاعية يشير إلى تاريخ في العصر البارثي من التاريخ الإيراني. ويشير الشاعر نفسه إلى شعبية هذه القصة قبل الإسلام في العصر الإسلامي، مما يدل على وجود طلب على الموضوعات القديمة والتقاليد التقليدية.

## التأثير

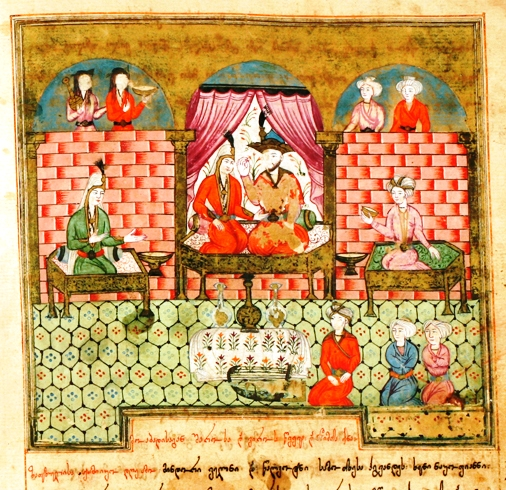
صورة مصغرة فارسية من مخطوطة عام 1729 للنسخة الجورجية من ويس ورامين.

لقد كان لقصة ويس ورامين تأثير ملحوظ على الأدب الفارسي. ومن الجدير بالذكر أن نظامي الكنجوي، وهو شاعر بارز في التقاليد الرومانسية الفارسية، أخذ أسس الكثير من خطابته من الجورجاني.

## مقتطفات
| چو قامت بر کشید آن سرو آزاد که بودش تن ز سیم و دل ز پولاد خرد در روی او خیره بماندی ندانستی که آن بت را چه خواندی گهی گفتی که این باغ بهارست که در وی لالهای آبدارست بنفشه زلف و نرگس چشمکانست چو نسرین عارض لاله رخانست گهی گفتی که این باغ خزانست که در وی میوهای مهرگانست سیه زلفینش انگور ببارست زنخ سیب و دو پستانش دونارست گهی گفتی که این گنج شهانست که در وی آرزوهای جهانست رخش دیبا و اندامش حریرست دو زلفش غالیه، گیسو عبیر است تنش سیمست و لب یاقوت نابست همان دندان او درّ خوشابست گهی گفتی که این باغ بهشتست که یزدانش ز نور خود سرشتست تنش آبست و شیر و می رخانش همیدون انگبینست آن لبانش روا بود ار خرد زو خیره گشتی کجا چشم فلک زو تیره گشتی دو رخسارش بهار دلبری بود دو دیدارش هلاک صابری بود بچهر آفتاب نیکوان بود بغمزه اوستاد جادوان بود چو شاه روم بود آن ری نیکوش دو زلفش پیش او چون دو سیه پوش چو شاه زنگ بودش جعد پیچان دو رخ پیشش چو دو شمع فروزان چو ابر تیره زلف تابدارش بار اندر چو زهره گوشوارش ده انگشتش چو ده ماسورهء عاج بسر بر هر یکی را فندقی تاج نشانده عقد او را درّ بر زر بسان آب بفسرده بر آذر چو ماه نَو بر او گسترده پروین چو طوق افگنده اندر سرو سیمین جمال حور بودش، طبع جادو سرینِ گور بودش، چشم آهو لب و زلفینش را دو گونه باران شکر بار این بدی و مشکبار آن تو گفتی فتنه را کردند صورت بدان تا دل کنند از خلق غارت وُ یا چرخ فلک هر زیب کش بود بر آن بالا و آن رخسار بنمود | قدِ انتصبتْ كغصنِ سروٍ طلقِ جَسَدٌ فضّيٌ، وقلبٌ صَلبُ عَقَلٌ أُبْهِتَ إذْ رامَ الوَصفا فبقي في سُكْرِ الحُسنِ وقَفا أحيانًا قال: "هي روضةُ ربيعٍ تُزهِرُ بالأقحوانِ النديّ البديعِ سنا عينيها كزهرِ النرجسِ وشَعرُها كالأرجوانِ المُعْرِسِ وجهُها وردٌ، وخدّاها تُركان من نسرينٍ ولالاتٍ طافحتان" ثم يقول: "هي من خريفٍ جاءَتْ تُهدي ثِمارَ مهرجانٍ ناضجتْ شَعرُها عنقودُ خمرٍ مُنْدَفِقْ وثديُها رمّانُ صدرٍ مُتَّسقْ ذقنُها تفاحةٌ من عسَلٍ خَلقُها من سحرِ غيبٍ مُنزلٍ" ويقول: "هي كنزُ مُلكٍ مُختَزنْ فيها أحلامُ الورى، فيها السَّكنْ جِلدُها حريرُ ديباجٍ رقيقْ وشَعرُها طيبُ مسكٍ أو عبيقْ جسمُها فضّةٌ، والثغرُ ياقوتٌ صَراحْ واللآلي في فمِها درُّ نُضاحْ" ويقول: "هي جنّةٌ في الأرضِ نُصِبتْ من نورِ ربٍّ، بطيفِ الحُسنِ كُتِبتْ في جسدها ماءُ كوثرٍ، ولبنُها خَدُّها خَمرٌ، وشفَتُها سُكّرُها لا عجبَ إنْ حارَ فيها كلُّ عقلْ فهي تُبْهتُ الكواكبَ إنْ تَجَلَّتْ" خَدّاها ربيعُ فَتنةٍ وسَنا وعيناها هلاكُ من تأنّى وجهُها شمسُ الجمالِ المُشرقِ سحرُ عَينٍ منها علمُ الفاتنِ وجهُها وجهُ الملوكِ الرومِ في بهائِه شَعرُها كسوادِ نَفسٍ في ضيائِه شَعرُها شَعْبُ الزنوجِ في التِفافِهْ وخَدّاها كشُعَلٍ في اختِلافِهْ لُفَّ شَعرُها كغَيمٍ أسودِ وفيه لَمَعَتْ زُهرةٌ في قلائِدِ أصابعُها من عاجٍ في الطولِ وعليها بندقٌ كالتاجِ المَذهولِ عِقدُها دُرٌّ نُسِجَ فوقَ ذهبْ كالماءِ جمدَ فوقَ لهبْ كأنما النجماتُ زُفّتْ للقمرْ أو طُوقٌ في سروةٍ من فضّةٍ انْتَشَرْ هي حُوراءُ في الجمالِ والعِيانْ وفي الحِكمةِ ساحرةٌ، فيها البيانْ عيناها عَيْنُ غزالٍ خافِقِ وخصرُها كمُهرِ وحشٍ عابقِ شفَتاها تُمطِرانِ سُكّرا وشَعرُها يُفِيضُ مِسكا عَطِرا كأنها للفتنةِ صُوّرتْ لتسلبَ القلبَ مَن تأمّلتْ أو أنَّ حُسنَ السّماءِ في خَلقِها جُمعَ وأُودِعَ بين طَرفيها |
| | — |

## ملحوظات
1. ↑  "Vis o Ramin". Encyclopaedia Iranica. نسخة محفوظة 2025-02-10 على موقع واي باك مشين.
2. 1 2  Dick Davis (January 6, 2005), "Vis o Rāmin", in: Encyclopaedia Iranica Online Edition. Accessed on April 4, 2010.
3. ↑  Gorgani (2009) pp 10-12.

## طالع أيضًا
- الشاهنامة ( الكتاب الملحمي الوطني الإيراني )
- الفردوسي ( كاتب الشاهنامة )
- الأدب الفارسي
- الأساطير الفارسية

## الترجمات الإنجليزية
- Gurgānī، Fakhr al-Dīn (1972). Vīs and Rāmīn. UNESCO Collection of Representative Works: Persian heritage series. ترجمة: Morrison، George. New York: Columbia University Press. ج. 14. ISBN:0-231-03408-3.
- Gorgani، Fakhraddin (2009). Vis and Ramin. ترجمة: Davis، Dick. Penguin Classics. ISBN:978-0-14-310562-6.

## روابط خارجية
- ويس ورامين ، الملحمة الفارسية في حب ويس ورامين، بقلم فخر الدين جرجاني، نص نقدي فارسي مؤلف من أقدم المخطوطات الفارسية والجورجية بقلم مجالي أ. تودوا وألكسندر أ. جواخاريا، حرره كمال س. عيني (طهران 1970). النص الرقمي: جامعة فرانكفورت أم ماين، ألمانيا .
- فيس و رامين ، كتاب صوتي، تسجيل أحمد كريمي حقك في جامعة واشنطن، الولايات المتحدة الأمريكية .
- ديك ديفيس (٦ يناير ٢٠٠٥)، "فيس أو رامين"، في: موسوعة إيرانيكا الإلكترونية . تاريخ الوصول: ٤ أبريل ٢٠١٠.